# The Divided House
The Divided House è un cortometraggio muto del 1913. Il nome del regista non viene riportato.

## Trama
I coniugi Smith, due anziani agricoltori, lasciano la loro fattoria ai figli sposati e si recano dalla figlia vedova per restare insieme a lei. Ma, solo qualche giorno dopo, si crea un clima confuso che porta la famiglia sull'orlo della faida. La mucca non riesce a capire chi possa essere tra tutti quegli umani il suo vero padrone.

## Produzione
Il film fu prodotto dalla Essanay Film Manufacturing Company.

## Distribuzione
Distribuito dalla General Film Company, il film - un cortometraggio a una bobina - uscì nelle sale cinematografiche USA il 26 giugno 1913.